# Кзыл-Юлдузский лесхоз
Кзыл-Юлдузский лесхоз — село в Рыбно-Слободском районе Татарстана. Входит в состав Шеморбашского сельского поселения.

## География
Находится в центральной части Татарстана на расстоянии приблизительно 34 км на северо-восток по прямой от районного центра поселка Рыбная Слобода.

## История
Основано в 1940 году как Кзыл-Юлдузское лесничество, позднее здесь был организован Кзыл-Юлдузский лесхоз. В 1956 году населенный пункт назывался поселком Кзыл-Юлдузского лесхоза, с 2005 года современное название.

## Население
Постоянных жителей было: в 1989 153, в 2010 году 67, в 2020 73 (кряшены 93 %, татары 6 %).